# Malînivka, Bilohirsk
Malînivka (în ucraineană Малинівка) este un sat în comuna Vasîlivka din raionul Bilohirsk, Republica Autonomă Crimeea, Ucraina.

## Demografie
Componența lingvistică a localității Malînivka
     Rusă (57,25%)
     Ucraineană (1,45%)
     Alte limbi (0,72%)
Conform recensământului din 2001, majoritatea populației localității Malînivka era vorbitoare de rusă (57,25%), existând în minoritate și vorbitori de ucraineană (1,45%).